# Општина Качаник
Општина Качаник је општина у републици Србији, у АП Косово и Метохија, која припада Косовском управном округу и седиште јој је у граду Качанику. Површина општине је 294 km².

## Насељена места у општини Качаник
| - Бањица - Белограце - Бичевац - Боб - Вата - Вртомица - Габрица - Гајре - Глобочица - Горанце - Горња Грлица - Димце - Догановић - Дреноглава | - Дробњак - Дубрава - Дура - Ђенерал Јанковић - Ђурђев Дол - Елеза - Иваја - Качаник - Ковачевац - Корбулић - Котлина - Кривеник - Ланиште - Нећавце | - Ника - Никовце - Паливоденица - Пустеник - Режанце - Река - Руњево - Семање - Сечиште - Слатина - Сопотница - Стагово - Стари Качаник - Стража |